# Keegan Akin
Keegan Akin (Alma, Míchigan, 1 de abril de 1995) es un jugador profesional estadounidense de béisbol que se desempeña en la posición de lanzador en Baltimore Orioles, equipo de las Grandes Ligas de Béisbol (MLB).

## Carrera
Fue seleccionado en la segunda ronda en el Draft de la MLB de 2016. En 2020 hizo su debut profesional con el equipo Baltimore Orioles, donde lleva jugando cinco temporadas.